# Karel Poborský
  Karel Poborský    (Jindřichův Hradec, 30 de març de 1972) és un exfutbolista txec de la dècada de 1990.
Fou 118 cops internacional amb la selecció txecoslovaca amb la qual participà en la Copa del Món de Futbol de 2006.
Pel que fa a clubs, defensà els colors de České Budějovice, Slavia, Sparta, Manchester United, Benfica i Lazio.

## Palmarès
Slavia Praga
- Lliga txeca de futbol: 1995-96

Manchester United
- Premier League: 1996-97
- FA Charity Shield: 1996, 1997

Sparta Praga
- Lliga txeca de futbol: 2002-03, 2004-05
- Copa txeca de futbol: 2003-04